# Chauffailles
Chauffailles é uma comuna francesa na região administrativa de Borgonha-Franco-Condado, no departamento Saône-et-Loire. Estende-se por uma área de 22,65 km². Em 2010 a comuna tinha 3 769 habitantes (densidade: 166,4 hab./km²).